# Don Jaume el Conqueridor
Don Jaume el Conqueridor és una de les primeres obres de Serafí Pitarra. L'autor mai la va reconèixer entre la seva producció, però sembla fora de dubte que n'és l'autor.

## Redacció i primeres representacions
Escrit pels voltants de 1862, el seu èxit fulgurant feu circular l'obra d'amagat, i la primera edició del text, editada al voltant de 1870, no fa constar la data ni l'impressor (que s'identifica amb la següent frase: Imprés per un de aquells que’ls té ben posats). Segurament és de voltants de 1870, segons Jean Louis Guereña, i duia el títol Don Jaume lo Conquistador. Drama historich en un acte y en vers, escrit en catalá de ‘l que are’s parla, estrenat ab extraordinari exsit en un teatro de arcoba de un club de una casa qu’ja no exsistex del carrer de’ls Escudillers. Com que l'obra original resta perduda i s'ha hagut d'imprimir i distribuir de forma clandestina, hi ha notables diferències entre títols i detalls en cadascuna de les diverses edicions.
Don Jaume el Conqueridor és una sàtira implacable dels drames històrics, amb un llenguatge vulgar i atrevit, assolí un gran èxit. Fou representada en "cercles estrictament privats" pel seu contingut satíric i el seu llenguatge groller. Sembla que es va representar el 1862 en el cinquè pis que el grupet tenia llogat al carrer d'Escudellers per dur a terme els seus aplecs bohemis. Soler va interpretar el mateix Don Jaume, Conrad Roure va fer de Fontanelles i Gonçal Serraclara va fer de Muntaner.
L'obra fou impresa reiteradament de forma clandestina durant dècades, llegida i recitada amb avidesa, i representada únicament en cercles íntims i privats o entre amics, fins a 1978. Aquell any, amb les garanties democràtiques restablertes, es va posar en escena per una companyia professional; dirigida per Adrià i Joan M. Gual, l'adaptació fou a càrrec de Francesc Andreu i de l'actor Joan Borràs (que també interpretà el personatge de Don Jaume), i incorporà referències d'actualitat política al text original de Pitarra. La resta d'actors foren Montserrat García Sagués, Damià Barbany, Enric Serra, Pere Pinyol, Enric Cervera i Lluís Vidal; els decorats a càrrec de Jaume Perich i amb acompanyament de piano en directe. Aquesta obra es va estrenar amb gran èxit el juliol de 1978 al Teatre Barcelona, i va tornar a escena el desembre del mateix any al Club Helena de Gràcia. D'aquesta posada en escena de Joan Borràs, se'n va enregistrar una versió discogràfica. El mateix 1978 sortiren al mercat dos discs més amb versions del mateix text. Una, recitada per Santi Sans, acompanyat de la vedette Christa Leem, i una altra versió musical, de La Trinca. El fet que el cartell de l'obra de teatre sigui el mateix dibuix de Perich que il·lustra la portada del disc de la Trinca ha portat a vegades a confondre-les.

## Text
Pitarra, a mitjan segle xix encapçalava un grup de joves que es reunien a la rerebotiga de la seva rellotgeria[12] per discutir, recitar, cantar, organitzar balls privats i posar en escena obres pujades de to, que anomenaven 'gatades'. L'obra és una paròdia del drama històric Don Jaime el Conquistador (1860), d'Antoni Altadill i desmitifica sense embuts un dels símbols creats pel romanticisme i la Renaixença catalana, que cercaven un fundador nacional emmirallant-se en l'època medieval. Sembla que l'obra fou fruit d'una juguesca en la que els escriptors del grup es reptaren a escriure en un vespre l'obra més incorrecta possible.
La peça és de bona factura, de diàlegs àgils i imatges espaterrants, concebuda com a divertimento per als amics de l'autor, i sembla més una obra destinada a la lectura que a l'escenificació. La seva continuació Don Pere o l'engendrament de Don Jaume, no està tan ben aconseguida i sembla que fou escrita per Pitarra juntament amb Conrad Roure.

## Argument
L'escena passa al saló del tron del Palau Reial de Barcelona, on el seu secretari (Muntaner) comenta amb un noble (Fontanelles) la mala salut del rei, afectat d'una infecció venèria que va agafar després d'encular el Rei de Mallorca per tal d'humiliar-lo.
A continuació entra el Rei, malalt, i confessa al seu secretari que per culpa d'haver-hi tingut relacions sexuals a la tornada de la conquesta de Mallorca, ha transmet la malaltia a la reina i a la infanta de Sicília, la jove i atractiva Constança, de visita a Barcelona a la qual ha seduït. Després d'una escena d'amor entre el Rei i Donya Constança, l'infant Don Pere, fill del Rei, li demana per casar-se, però el Rei li posa per condició que abans ha de provar el seu valor en el camp de batalla, ja que 'tenim dintre dels collons tot el valor d'eixa terra i no en queda per la guerra si es gasta tot en passions'. Immediatament el Consell de Cent notifica al Rei que la corona té problemes amb els moros de Tunis i el Rei hi envia el seu exercit comandat per Fontanelles, amb instruccions clares d'encular el rei de Tunis, i després, "et tires la seva dona, et cagues a la corona i tornes a venir aquí".
Quan l'exercit ha marxat un emissari avisa el Rei que els moros de Múrcia s'han revoltat i el Rei exaltat, intenta sortir a la batalla però acaba defallit i desmaiant-se per la malaltia. Amb el rei allitat és l'Infant Don Pere qui marxa cap a Múrcia.
Quan el Rei es refà, la infanta donya Constança li comunica que a causa dels seus encontres sexuals, l'ha deixat embarassada i espera un fill seu. En el moment en què la cosa està més embolicada, l'Infant Don Pere torna victoriós i el Rei el casa immediatament amb Donya Constança, avisant-lo que 'si algun vailet petit abans d'hora et fot pels nassos, pensa que molts embarassos abans de temps han parit'. I tothom content, s'acaba l'obra. 

## Edicions
- c 1870. Don Jaume lo Conquistador. Drama historich en un acte y en vers, escrit en catalá de ‘l que are’s parla, estrenat ab extraordinari exsit en un teatro de arcoba de un club de una casa qu’ja no exsistex del carrer de’ls Escudillers, s.l. [¿Barcelona?], Imprés per un de aquells que’ls té ben posats, s.f. [c. 1870], 36 p., un grabado en portada, 20 x 13 cms.
- 1875. D. Jaume el Conquistador. Drama histórich en un acte, escrit en vers y en catalá del que ara ‘s parla, s.l. [Barcelona], s.f. [c. 1875], 32 p., 19 cms
- 1880. Don Jaume el Conquistador. Drama sifilitic amb un acte, escrit Per un, que desenfeinát sols vá cercánt un forát, y sense jens de rubor te encularia, lector, s.l. [¿Barcelona?], Imprenta mágica, s.f. [c. 1880], 40 p., 20 x 14.5 cms
- 1880. Don Jaime ‘l Conquistador, Barcelona, Impr. Salisburg, 1880, 48 p., 17 cms
- 1885. Don Jaume el conquistador, s.l., s.f. [c. 1885], 40 p.
- 1918. [ adapt. Joan Misterio] Don Jaume lo conqueridor, Barcelona, Biblioteca “Papitu”, s.f., 32 p., 19 x 12 cms. L'obra havia estat anteriorment editada setmanalment a la revista Papitu durant l'any 1915, conté diverses manipulacions i supressions de les expressions més crues.[3] Tot i que a l'edició no hi consta l'any de publicació, a la revista hi ha anuncis de l'aparició d'aquesta obra durant el darrer trimestre de 1918.
- c 1920. Don Jaume el conquistador Drama histórich en un acte y en vers, s.l., s.f. [c. 1920],
- c 1920. Don Jaume el conquistador Drama histórich en un acte y en vers, escrit en catalá del que are’s parla estrenat ab extraordinari èxit en un centro d'arcoba d'un club de una casa que ja no existeix del carrer dels Escudillers, Barcelona, Estampa de Corneli Pixatrau y Fotli (Arxiu Dramátich Catalá), s.f. [c. 1920], 39 p
- 1925. En Jaume El conqueridor, Pitsburg [¿Barcelona?], 1925, 39 p., 15.5 x 11 cms.
- 1925. Don Jaume el conquistador. Drama historic en un acte i en vers. Catamarca, Edicions Libere, s.f. [c. 1925], 53 p., 17.5 x 12.5 cms.
- 1981 Don Jaume el Conquistador. Barcelona, Curiosa, 1981. Edició de bibliofília, 500 exemplars.
- 1992. Don Jaume el Conqueridor, Barcelona, Millà, 1992,
- 2012. Don Jaume el Conqueridor. Institut d'Estudis Escatològics. Biblioteca d'Estudis Escatològics, Universitat Minúscula de la Portella, 2012.

## Enregistraments sonors
- 1978: Jaume I el Conqueridor. Santi Sants i Christa Leem. Impacto, 1978
- 1978: Don Jaume el Conqueridor. Joan Borràs. Cardisc, 1978
- 1978: Don Jaume el Conquistador. Sarsuela-Rock. La Trinca, Ariola, 1978

## Representacions
- 1918. Don Jaume el Conquistador. Teatro Nuevo (Barcelona). Companyia Papitu Santpere.[9]

- 1926. Don Jaume el Conqueridor. Teatre Español (Barcelona). Companyia Papitu Santpere. Direcció: Josep Santpere i Alexandre Nolla.[10]
- 1928: Don Jaume el Conqueridor. Teatre Español (Barcelona). Companyia Papitu Santpere. (Representació única, dues funcions, amb motiu del dia 28 de desembre).
- 1929. Don Jaume el Conqueridor. Teatre Espanyol (Barcelona) Companyia Josep Santpere.[11]
- 1931. Don Jaume el Conqueridor. Gran teatre Espanyol (Barcelona) Companyia Josep Santpere. Direcció: Josep Santpere i Alexandre Nolla[12]
- 1932. Don Jaume el Conqueridor. Gran Teatre Espanyol (Barcelona). Companyia Josep Santpere.[13]
- 1935. Don Jaume el Conqueridor. Gran Teatre Espanyol (Barcelona). Companyia Josep Santpere.[14]
- 1978. Don Jaume el Conquistador. Centre Fraternal (Palafrugell). Direcció: Lluís Molinas. Repartiment: Lluís Molinas, M. Carme Roura, Joan Piera.
- 1978: Don Jaume el Conqueridor. Teatre Barcelona. (Barcelona). Direcció: Adrià i Joan M. Gual. Repartiment: Joan Borràs, Montserrat García Sagués, Damià Barbany, Enric Serra, Pere Pinyol.
- 1978: Don Jaume el Conqueridor. Teatre Eliseu. (Roda de Ter). Direcció: Adrià i Joan M. Gual. Repartiment: Joan Borràs, Montserrat García Sagués, Damià Barbany, Enric Serra, Pere Pinyol.
- 1980. Don Jaume el conquistador. Teatre-cinema Victòria (Gironella). Amics del Teatre. Direcció Ramon Aspachs. Repartiment: Jordi Vallbona, P. Calvo, Balbi Ruiz.
- 1992. Don Jaume el Conqueridor. Teatre Principal (Lleida). Grup AEM. Direcció: Màrius Carretero.
- 1997. Don Jaume el Conquistador. Campus UIB. (Palma) Teatre de Magisteri. Direcció: Antoni Artigues. Repartiment: Miquel Àngel Sureda, Eva Maria Oliver, Ramon Quetglas, Rafael Cerdà.
- 1997. Don Jaume el Conquistador. Teatre de Muro. (Muro) Teatre de Magisteri. Direcció: Antoni Artigues. Repartiment: Miquel Àngel Sureda, Eva Maria Oliver, Ramon Quetglas, RAfael Cerdà.
- 2006. Don Jaume el Conqueridor. (Sant Joan de Vilatorta) Grup Vilatorta Teatre.
- 2008: Don Jaume I el Conquistador. Teatre Xesc Firteza (Palma) [també a Porreres i Pollença]. Companyia Magisteri Teatre. Repartiment: Antoni Rotger, Antònia Font, Pere Joan Martorell, Antoni Artigues.
- 2009. Jaume I el Conqueridor. Teatre del Sol (Sabadell). Direcció Enric López. Repartiment: Albert Estenegre, Ramon Balasch, Isa Mateu, Oscar Masllovet, Francesc Rocamora.
- 2010. Jaume I el conqueridor. Societat Coral Obrera La Glòria Santmenatenca (Sentmenat) Grup de teatre de la Societat Coral. Direcció: Quim Cotilla i Floren Pla. Repartiment: Jaume Carbonell, Joan Simó, Joan Giralt, Maria Vinyets.
- 2012. Com us deia... el rei està fotut. Tantarantana (Barcelona). [monòleg que adapta el text original]. Cia Jaume Costa. Repartiment: Jaume Costa (Piano: David Martell)
- 2013. Don Jaume el Conquistador. [lectura dramatitzada] Ateneu de la Vall de Llémena (Cartellà). Grup de teatre Increixendo.
- 2013. Jaume I el Conqueridor. Teatre l'Alternativa (Sabadell). Companyia In Vino Veritas. Direcció Enric López i Pedro Ortega. Repartiment: Francesc Rocamora, Óscar Masllovet, Jordi Slvestre, Enric López, Anabel Riquelme.
- 2013. Don Jaume I el Conquistador. Penya Solera (Castellar del Vallés) [lectura dramatitzada]. Repartiment: Marina Antúnez, Joan Romeu, Joan Solé, Eli Creus, Llorenç Genescà.
- 2015. Jaume I el Conqueridor. Jove Teatre Regina. Companyia In Vino Veritas. Direcció Enric López i Pedro Ortega. Repartiment: Francesc Rocamora, Óscar Masllovet, Jordi Silvestre, Enric López, Anabel Riquelme.
- 2018: Don Jaume el Conquistaor. Teatre l'Alqueria de l'Horta d'Alboraia.
- 2019: Don Jaume el Conquistador. Teatre de Blanes (Blanes). Grup Miratge. Direcció: Dolors Moreno. Repartiment: Angels Gavilán, Antoni Coll, Cefi Martínez, Francesc Meca, Jana Prims, Jaume Armengol.

## Pel·lícules
- 1994: Don Jaume el Conquistador. Antoni Verdaguer.